# ایلاریو لانا
ایلاریو لانا (انگلیسی: Ilario Lanna؛ زادهٔ ۲۰ مهٔ ۱۹۹۰) بازیکن فوتبال اهل ایتالیا است.
از باشگاه‌هایی که در آن بازی کرده‌است می‌توان به باشگاه فوتبال موستا و باشگاه فوتبال بوتو پلوودیو اشاره کرد.